# Malis herrlandslag i fotboll

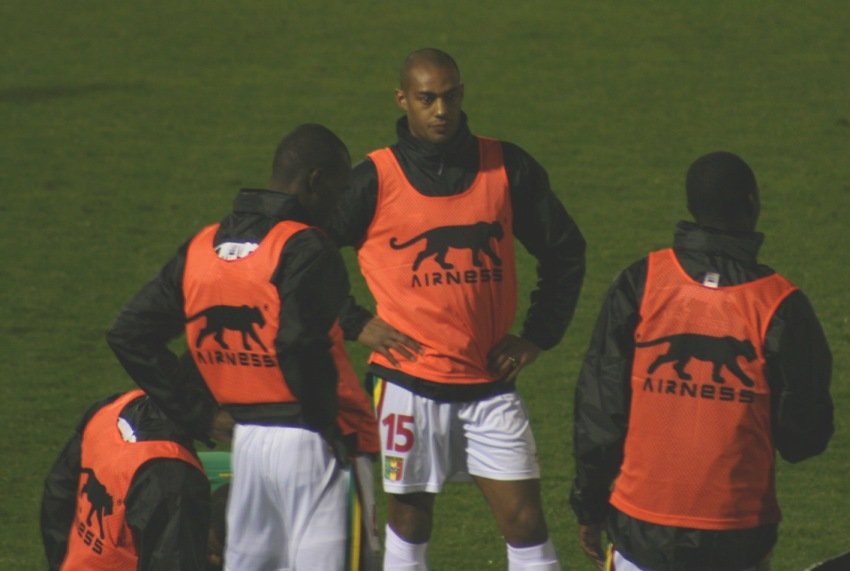
Spelare från Malis trupp värmer upp inför vänskapsmatchen Mali-Litauen på Stade de Marville - La Courneuve (Frankrike), 6 februari 2007.

Malis herrlandslag i fotboll representerar Mali i fotboll för herrar, och spelade sin första match den 13 april 1960 i Madagaskar, och vann med 4-3 mot Madagaskar. Laget kallas Les Aigles (Örnarna) och kontrolleras av Fédération Malienne de Football. De har aldrig kvalificerat sig för slutspel i fotbolls-VM. Lagets första VM-kval spelades inte förrän år 2000.

## Afrikanska Mästerskapet
Mali har varit med 9 gånger i det afrikanska mästerskapet.

### 1972
Malis första slutspel spelades 1972. I kvalet slog man ut Niger och Guinea. I gruppspelet gick man vidare efter tre oavgjorda matcher mot Togo (3-3), Kenya och Kamerun (båda 1-1). I semifinalen slog man ut Zaire med 4-3 efter förlängning. I finalen förlorade man dock mot Kongo som vann med 2-3. Efter det dröjde det 22 år innan man åter var med i turneringen igen.

### 1994
Malis återkomst var 1994. I kvalet hade man skrällvunnit gruppen mot Egypten och Marocko. I slutspelet hamnade man i grupp 1 med Tunisien och Zaire. Första matchen var en bra 2-0-seger mot Tunisien. Trots 0-1-förlusten mot Zaire fortsatte man till kvartsfinal. Där slog man ut Egypten med 1-0. I semifinal blev det hård förlust med 0-4 mot Zambia. Bronsmatchen förlorade man också mot Elfenbenskusten med 1-3.

## Kända spelare
- Mahamadou Diarra
- Frédéric Kanouté
- Seydou Keita
- Mohamed Sissoko
- Adama Tamboura
- Djimi Traoré